# Alveolats
Els alveolats (Alveolata) són un dels principals fílums dels cromalveolats. N'existeixen tres grups principals, que són molt diferents en forma, però que estan relacionats des d'un punt de vista ultraestuctural i genètic:
| Ciliòfors       | comuns, amb milers de curts cilis disposats en línies.                          |
| Apicomplexos    | paràsits que no posseeixen estructures locomotrius excepte en els seus gàmetes. |
| Dinoflagel·lats | Majoritàriament marins, falgel·lats, i molts dels quals tenen cloroplasts.      |

La característica compartida més notable és la presència d'alvèols corticals, vesícules planes disposades en una capa contínua que es recolza en la membrana, formant típicament un pel·lícula flexible. En els dinoflagel·lats formen sovint les plaques d'una armadura. Els alveolats tenen mitocondris amb crestes tubulars i els seus flagels o cilis tenen estructures distintives.
Els apicomplexos i els dinoflagelats es relacionen entre ells més estretament que amb els ciliòfors. Tots dos tenen plasts i la majoria comparteixen un paquet o con de microtúbuls en la part superior de la cèl·lula. En els apicomplexos aquests formen part d'un complex utilitzat per penetrar en cèl·lules hostes, mentre que en alguns dinoflagel·lats no acolorits formen un peduncle emprat per ingerir les preses. Diversos altres gèneres estan íntimament relacionats amb aquests dos grups, principalment flagel·lats amb una estructura apical semblant. Aquests inclouen les formes de vida lliure Oxyrrhis i Colponema, i els paràsits Perkinsus, Parvilucifera, Rastrimonas i Ellobiopsida. El 2001, l'amplificació directa de gens d'ARNr de mostres marines de picoplàncton va revelar la presència de dues línies d'alveolats noves, que es varen denominar grup I i II. No es coneix cap parent cultivat del grup I, mentre que es relaciona el grup II amb el paràsit Amoebophrya, que fins aleshores es classificava en l'ordre dels sindinials dels dinoflagel·lats.
Les relacions entre alguns dels grups principals d'alveolats varen ser suggerides durant els anys 80, i entre els tres per Cavalier-Smith, que va introduir el nom formal d'Alveolata el 1991. Posteriorment va ser confirmat per un estudi genètic de Gajadhar i cols. Alguns estudis suggereixen que els ascetòspors, majoritàriament paràsits d'invertebrats marins, han de pertànyer també a aquest grup, però estan mancats d'alvèols i actualment es classifiquen amb els cercozous.
El desenvolupament de plasts en els alveolats no es coneix amb tota certesa. Cavalier-Smith dona per fet que els varen adquirir d'un avantpassat amb cloroplast comú amb els cromistes i que n'hi va haver molts que posteriorment els varen perdre. Tanmateix, com que els plasts apareixen només en els grups relativament avançats, altres investigadors pensen que els alveolats n'estaven primerament mancats i que els dinoflagel·lats i els apixomplexes els varen adquirir per separat.